# Ordbog over det danske Sprog
Le Dictionnaire de la langue danoise (danois : Ordbog over det danske Sprog) ou ODS est un dictionnaire historique de la langue danoise, décrivant en détail son usage du xviiie siècle jusqu’à 1955.
L’ODS est publié en 28 volumes entre 1919 et 1956 par la Société pour la langue et la littérature danoises (da) (Det Danske Sprog-og Litteraturselskab). Cinq volumes supplémentaires ont été publiés entre 1992 et 2005.
Le projet a été initié par le linguiste danois Verner Dahlerup (da). À partir de 1915, le projet est dirigé par la linguiste Lis Rubin Jacobsen.
Une version numérique de l’ODS est maintenue par la Société pour la langue et la littérature danoises depuis novembre 2005. Cette organisation maintient également un dictionnaire apparenté : Le Dictionnaire danois (da) (Den Danske Ordbog) couvrant l’utilisation de la langue danoise depuis 1950. De plus, la Société maintient le Holbergordbogen, du nom du dramaturge du XVIIIe siècle Ludvig Holberg, couvrant l’usage de la langue entre 1700 et 1750 et une version numérique de Moths Ordbog, un dictionnaire danois-latin publié vers 1700.
L’ODS compte environ 225 000 entrées.

## Volumes
- Volume 1, a-basalt, 1919, disponible sur Internet Archive
- Volume 2, basar-brystværn, 1920, disponible sur Internet Archive
- Volume 3, bræ-dø, 1921, disponible sur Internet Archive
- Volume 4, døbe-flytte, 1922, disponible sur Internet Archive
- Volume 5, flyve-frette, 1923, disponible sur Internet Archive
- Volume 6, fri-gramvægt, 1924, disponible sur Internet Archive
- Volume 7, gran-herpaa, 1925, disponible sur Internet Archive
- Volume 8, herre-høvævl, 1926, disponible sur Internet Archive
- Volume 9, i-kansler, 1927, disponible sur Internet Archive
- Volume 10, kant-kongstanke, 1928, disponible sur Internet Archive
- Volume 11, konisk-købsvend, 1929, disponible sur Internet Archive
- Volume 12, kød-luevarm, 1931, disponible sur Internet Archive
- Volume 13, luf-middag, 1932, disponible sur Internet Archive
- Volume 14, midde-nuværende, 1933, disponible sur Internet Archive
- Volume 15, ny-overførster, 1934 disponible sur Internet Archive
- Volume 16, overgaa-præsidium, 1936, disponible sur Internet Archive
- Volume 17, præst-ruæg, 1937, disponible sur Internet Archive
- Volume 18, ry-sixpence, 1939, disponible sur Internet Archive
- Volume 19, sjagger-skæppevis, 1940, disponible sur Internet Archive
- Volume 20, skær-sorrig, 1941, disponible sur Internet Archive
- Volume 21, sort-stivøjet, 1943, disponible sur Internet Archive
- Volume 22, stjaalen-synkning, 1944, disponible sur Internet Archive
- Volume 23, synlig-tiøre, 1946, disponible sur Internet Archive
- Volume 24, tja-tæve, 1948, disponible sur Internet Archive
- Volume 25, tø-urørt, 1950, disponible sur Internet Archive
- Volume 26, usaadet-vinder, 1952, disponible sur Internet Archive
- Volume 27, vindereb-øvring, 1954, disponible sur Internet Archive